# HD 70573 b

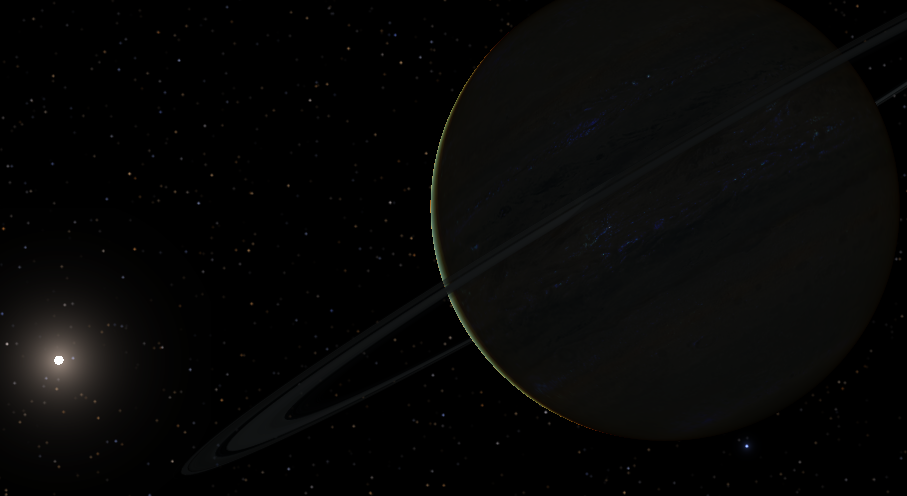

HD 70573 b는 바다뱀자리 방향으로 지구로부터 149 광년 떨어진 곳에 있는 항성 HD 70573 주위를 도는, 외계 행성이다. 이심률 큰 궤도를 태양~지구 간격의 76퍼센트만큼 떨어져서 돌고 있는, 중간 정도 질량을 지닌 가스 행성이기도 하다. 나이가 젊기 때문에 내부열을 상당량 간직하고 있어 b는 불그스름하게 달아올라 있을 것이며, 반지름 역시 목성의 156퍼센트나 된다. 그러나 수백만 년이 지나면서 b는 식을 것이고 크기 역시 지금 목성의 90-95퍼센트 수준까지 줄어들 것이다.
이 행성의 발견은 중요한데, 그 이유는 젊은 별들 주위 파편의 존재로부터 행성의 존재를 예측하는 증거자료가 되기 때문이다.

## 참고 문헌
- (영어) 세티아완 연구진 (2007). “Evidence for a Planetary Companion around a Nearby Young Star” (요약). 《The Astrophysical Journal Letters》 660 (2): L145–L148. doi:10.1086/518213. 웹 인쇄본